# Bruchophagus interior
Bruchophagus interior är en stekelart som beskrevs av Neser och Prinsloo 2004. Bruchophagus interior ingår i släktet Bruchophagus och familjen kragglanssteklar. Inga underarter finns listade.